# 鶴岡市立羽黒小学校
鶴岡市立羽黒小学校（つるおかしりつ はぐろしょうがっこう）は、山形県鶴岡市の旧東田川郡羽黒町域にある公立小学校。

## 概要
- 羽黒第一小学校と羽黒第二小学校が統合し、設立された。校舎は羽黒第二小学校の施設を継続使用している。

## 所在地
- 山形県鶴岡市羽黒町字花沢4番地

## 学区
出典
- 古墓町、上長屋町、桜小路、下長屋町、亀井町、鶴沢町、池ノ仲、入江町、八日町、松原町、羽黒山、上川代、中川代、下川代、大口、玉川、清水、市野山、増川新田、野荒町、十文字、戸野、坂ノ下、中里、町屋、染興屋、川行、小増川、金森目、鎌田、野田、仙道、白山、山荒川、東荒川、西荒川、川代山、泉野、八森、海谷森、美野和、執行坂

## 沿革
- 2018年（平成30年）
  - 4月1日 - 開校。
  - 4月9日 - 新任式・始業式挙行。
  - 4月10日 - 統合式・入学式挙行。
- 2019年（令和元年）
  - 6月 - この月から10月にかけて、各教室にエアコン設置工事実施。
  - 6月19日 - 前日夜に発生した山形県沖地震の影響により、臨時休校の措置を採った。
  - 7月 - この月から翌月にかけて、校舎東側棟屋根の修理。

## 周辺
- 鶴岡市立泉保育園 - 進学前保育園のひとつで、かつ同一敷地内にある。
- 山形県道47号鶴岡羽黒線
- 鶴岡市立羽黒中学校 - 主な進学先中学校
- 鶴岡市役所羽黒庁舎（旧：羽黒町役場）
- 鶴岡市立図書館羽黒分館
- 羽前泉郵便局